# Episodi di The Closer (settima stagione)
La settima e ultima stagione della serie televisiva The Closer, composta da 21 episodi, è stata trasmessa in prima visione negli Stati Uniti d'America da TNT dall'11 luglio 2011 al 13 agosto 2012, divisa in tre parti: i primi 10 episodi sono stati trasmessi fino al 12 settembre 2011; la seconda parte, composta da 5 episodi, è stata trasmessa dal 28 novembre al 26 dicembre 2011; infine i 6 episodi finali sono stati trasmessi dal 9 luglio 2012.
In Italia la stagione è stata trasmessa in prima visione dal canale a pagamento Premium Crime, appartenente alla piattaforma Mediaset Premium, dal 21 aprile al 12 novembre 2012, mentre in chiaro è stata trasmessa da Rete 4 dal 24 gennaio al 10 aprile 2013.
| nº | Titolo originale                   | Titolo italiano            | Prima TV USA      | Prima TV Italia  |
| -- | ---------------------------------- | -------------------------- | ----------------- | ---------------- |
| 1  | Unknown Trouble                    | Problema sconosciuto       | 11 luglio 2011    | 21 aprile 2012   |
| 2  | Repeat Offender                    | Recidivo                   | 18 luglio 2011    | 24 aprile 2012   |
| 3  | To Serve with Love                 | Un lavoretto facile facile | 25 luglio 2011    | 24 aprile 2012   |
| 4  | Under Control                      | Sotto controllo            | 1º agosto 2011    | 28 aprile 2012   |
| 5  | Forgive Us Our Trespasses          | Perdona i nostri peccati   | 8 agosto 2011     | 28 aprile 2012   |
| 6  | Home Improvement                   | Lavori di ristrutturazione | 15 agosto 2011    | 1º maggio 2012   |
| 7  | A Family Affair                    | Una questione di famiglia  | 22 agosto 2011    | 1º maggio 2012   |
| 8  | Death Warrant                      | Sentenza di morte          | 29 agosto 2011    | 5 maggio 2012    |
| 9  | Star Turn                          | La star di papà            | 5 settembre 2011  | 5 maggio 2012    |
| 10 | Fresh Pursuit                      | Inseguimento glaciale      | 12 settembre 2011 | 8 maggio 2012    |
| 11 | Necessary Evil                     | Un male necessario         | 28 novembre 2011  | 8 maggio 2012    |
| 12 | You Have the Right to Remain Jolly | Hanno ucciso Babbo Natale  | 5 dicembre 2011   | 12 maggio 2012   |
| 13 | Relative Matters                   | Questioni di parentela     | 12 dicembre 2011  | 12 maggio 2012   |
| 14 | Road Block                         | Posto di blocco            | 19 dicembre 2011  | 15 maggio 2012   |
| 15 | Silent Partner                     | Partner silenzioso         | 26 dicembre 2011  | 15 maggio 2012   |
| 16 | Hostile Witness                    | Testimone ostile           | 9 luglio 2012     | 8 ottobre 2012   |
| 17 | Fool's Gold                        | Bonnie e Clyde             | 16 luglio 2012    | 15 ottobre 2012  |
| 18 | Drug Fiend                         | Effetti collaterali        | 23 luglio 2012    | 22 ottobre 2012  |
| 19 | Last Rites                         | Conflitto di poteri        | 30 luglio 2012    | 29 ottobre 2012  |
| 20 | Armed Response                     | Risposta armata            | 6 agosto 2012     | 5 novembre 2012  |
| 21 | Last Word                          | L'ultima parola            | 13 agosto 2012    | 12 novembre 2012 |